# Albert-Weisgerber-Preis für Bildende Kunst

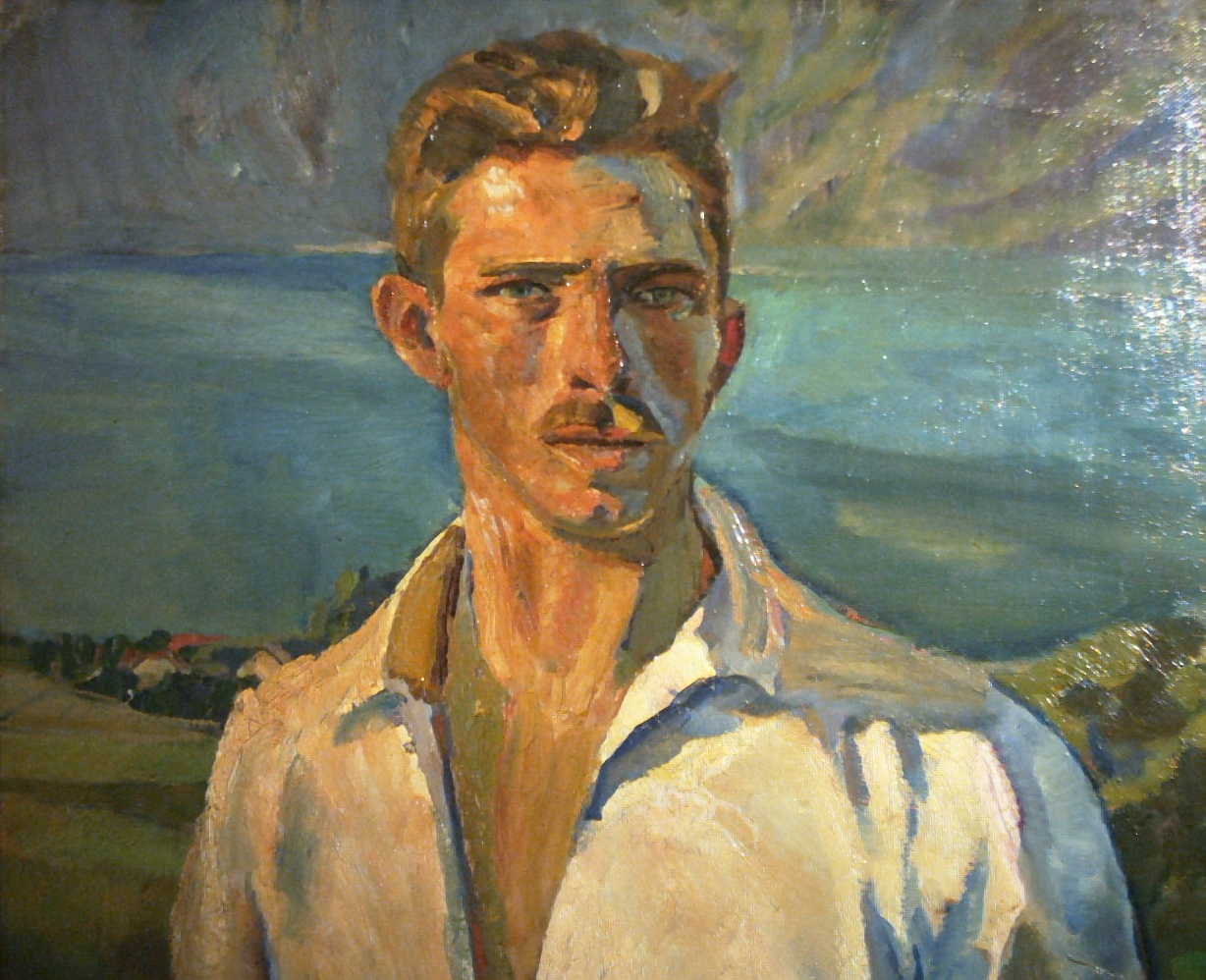
Selbstporträt Albert Weisgerber am Attersee

Der Albert-Weisgerber-Preis für Bildende Kunst ist ein Anerkennungspreis der Stadt St. Ingbert für das Lebenswerk einer/s Kunstschaffenden.
Benannt wurde der Preis nach dem in St. Ingbert gebürtigen Künstler Albert Weisgerber (1878–1915). Er wird seit 1958 in der Regel im Rhythmus von drei Jahren verliehen; von einer Preisverleihung kann aber auch abgesehen werden. In den ersten Jahrzehnten war er als Förderpreis für junge Talente auf dem Gebiet der Bildenden Kunst konzipiert, Mitte der 1980er Jahre wurde er zu einem Anerkennungspreis umgewidmet.

## Geschichte
Bereits 1935 gab es den von den Nationalsozialisten gestifteten Albert-Weisgerber-Kunstpreis, der nach der Entdeckung, dass die Witwe des Künstlers Jüdin war und in London im Exil lebte, 1936 umgehend in Westmark-Preis umbenannt wurde. Dieser nach dem geplanten Reichsgau Westmark benannte Preis wurde ab 1937 vergeben. 1936 wurde der Preis noch unter dem alten Namen an Albert Haueisen verliehen.

## Richtlinien
Die Preisträger müssen im Saarland oder im benachbarten Kulturraum geboren sein oder ihren ständigen Wohnsitz haben (§ 3). Als Kunstschaffende werden Bildende Künstler verstanden, die in den Bereichen Malerei, Zeichnung, plastisches Gestalten, Graphik, Photographie, textiles Gestalten, neue Medien und Aktionskunst arbeiten (§ 4). Der Preis darf nicht geteilt werden (§ 5). Verliehen wird der Preis auf Beschluss einer Fachjury, die von der Stadt St. Ingbert bestellt wird. Die ehrenamtlich arbeitende Fachjury besteht aus mindestens 7 Fach- und Laienpreisrichtern. Die Fachpreisrichter sind mindestens vier Personen, die von Berufswegen im Kulturwesen tätig sind, ein ehemaliger Albert-Weisgerber-Preisträger sowie zwei kunstsachverständige St. Ingberter Bürger. Als Laienpreisrichter fungieren der Oberbürgermeister, der den Vorsitz hat, der Kulturdezernent, beratend der Leiter des Kulturamtes sowie je ein Vertreter der politischen Fraktionen (§ 9). Der Preis ist dotiert mit insgesamt 30.000 Euro (2006), die sich auf Preisgeld, die Ausrichtung einer Ausstellung (mit Katalog) sowie den Ankauf eines Werkes aufteilen (§ 6). Bewerbungen um die Auszeichnung sind nicht möglich (§ 8). Die offizielle Preisverleihung findet jeweils am 10. Mai, dem Todestag Albert Weisgerbers, im Rahmen einer Feierstunde statt (§ 7).
Die Beschlussfähigkeit liegt bei neun Stimmen. „Gewählt ist, wer mehr als die Hälfte der abgegebenen gültigen Stimmen erhalten hat. Wird diese Mehrheit im ersten oder einem zweiten Wahlgang nicht erreicht, so tritt eine Stichwahl unter den beiden Bewerbern ein, die im zweiten Wahlgang die höchsten Stimmenzahlen erreicht haben. Bei Stimmengleichheit mehrerer Bewerber sind diese Bewerber gemeinsam einer weiteren Stichwahl zuzuführen. Ergibt sich auch hier nicht die geforderte qualifizierte Mehrheit der Stimmen, so wird in einer weiteren Jury-Sitzung über die Kandidaten, die bei der vorherigen Sitzung in die Stichwahl kamen, erneut beraten und abgestimmt. Dieses Verfahren wiederholt sich bis zu einer endgültigen Mehrheitsfindung“ (§ 10). Die Kandidatenvorschläge kommen aus den Reihen der Jury-Mitglieder, die bis zu sechs Wochen vor der ersten Sitzung je einen vertraulichen Kandidatenvorschlag an den Juryvorsitzenden abgeben können (§ 11). (Stand: Mai 2015)

## Preisträger
- 1958  Jean Schuler (Maler * 15. Januar 1912, † 2. Mai 1984)
- 1961  Max Mertz (Maler, Bildhauer * 13. Januar 1912, † 25. Juli 1981)
- 1964  Fritz Berberich (Maler, * 30. August 1909, † 14. Juli 1990)
- 1967  Leo Kornbrust (Bildhauer, * 1929, † 2021)
- 1970  Edvard Frank (Maler * 6. September 1909, † 24. Juli 1972)
- 1973  Lothar Meßner (Bildhauer, Grafiker * 13. Dezember 1926)
- 1976  Helmut Collmann (* 6. August 1918, † 1996)
- 1979  Volkmar Gross (Maler * 19. März 1927, † 19. Oktober 1992)
- 1982  Hans Schröder (Bildhauer, Maler * 28. Juli 1930, † 6. April 2010)
- 1985  Jolande Lischke-Pfister (Bildhauerin, Grafikerin * 29. Juli 1932)
- 1988  Leo Erb (Bildhauer, Maler * 21. Januar 1923, † 21. Oktober 2012. Er gab den Preis, jedoch nicht das Preisgeld 1991 zurück)
- 1991  Bettina van Haaren (Malerin * 1961)
- 1994  Oskar Holweck (Maler, Bildhauer * 19. November 1924, † 30. Januar 2007)
- 1997  Lukas Kramer (Maler * 1941, † 2025)
- 2000  Paul Schneider (Bildhauer * 5. Mai 1927)
- 2003  Galli  (* 1944)
- 2006  Werner Bauer (Licht- und kinetischer Künstler * 1934)
- 2009  Jo Enzweiler (Bild. Künstler, Kunstpädagoge * 1934)
- 2012  In diesem Jahr wurde kein Preis vergeben
- 2015  Annegret Leiner (Bildende Künstlerin * 1941)
- 2022  Sigrún Ólafsdóttir (Bildende Künstlerin * 1963)